# 1918年6月8日日食

以動畫顯示的月球陰影移動路徑

1918年6月8日日食是一次日全食，發生於1918年6月8日（亚洲大多為6月9日）。新月當天（即朔日），地球上觀測到月球和太阳的角距離極小，此時月球如果恰好在月球交點附近，穿過太阳和地球之間，與地球、太阳接近一直線，則會出現日食。月球本影接觸地表而使該區域完全得不到陽光，就會形成日全食，同時在本影兩側數千公里的半影範圍內遮擋部分陽光，形成日偏食。此次日全食經過了日本、美国、英屬巴哈馬，日偏食則覆蓋了亚洲東北部、北美洲絕大部分及周邊部分地區。

## 日食概況

### 出現區域
日本琉球群岛的南大東島以西約120公里的西太平洋洋面在6月9日日出時最先看到日全食，隨後月球本影向東北移動並覆蓋了北大東島北部和伊豆群島中的鳥島，跨過國際日期變更線後在科迪亞克群島的奇里科夫島東南約590公里的北太平洋洋面達到最大食分。此後本影逐漸轉向東南，斜貫美国並覆蓋了英屬巴哈馬（今巴哈马）北部後在6月8日日落時分結束於聖薩爾瓦多島以北約140公里的北大西洋洋面。
本影經過的陸地依次包括：
- 大日本帝国：琉球群岛的北大東島北部和伊豆群島的鳥島；
- 美国：自西北向東南斜貫華盛頓州西南部、奧勒岡州北部、愛達荷州中部偏南，擦過猶他州北端和極東北兩角，斜貫懷俄明州西南部、科羅拉多州中部偏北、堪薩斯州西南部、奧克拉荷馬州、阿肯色州中部偏南，擦過路易斯安那州東北角，斜貫密西西比州、亚拉巴马州西南部、佛罗里达州中部偏北；
- 英屬巴哈馬（今巴哈马）：大巴哈馬島的東大巴哈馬區（英语：East Grand Bahama）東部，阿巴科群島的北阿巴科區（英语：North Abaco）、中阿巴科區（英语：Central Abaco）除極西南角外的絕大部分、南阿巴科區（英语：South Abaco）極東北角、希望鎮（英语：Hope Town）。[3][4]

除了狹窄的全食帶內能看見日全食之外，月球半影覆蓋範圍內都能看到日偏食，包括中國東半部、朝鲜半岛、日本、北歐大陸部分北部及冰岛和斯瓦尔巴、密克羅尼西亞島群中東部、夏威夷群島、蘇俄東北半部（今屬俄罗斯聯邦）、北美洲除小安的列斯群岛外的絕大部分、南美洲西北角。
月球在其軌道上自西向東轉動，發生日食時，月球在地球表面的陰影也大多自西向東移動，而從地球上看，太阳的西側先被月球遮掩，然後逐漸向東。但此次日食發生在北半球的夏季，地軸北端向太阳方向傾斜，月球半影北端經過了晨昏圈最北端附近的區域，因而在欧洲北部被半影覆蓋、看到日偏食的區域內，月影在地表自東向西移動，地面上看到的太阳東側最先被月球遮掩。北美洲和欧洲的日全食和日偏食大多發生在6月8日，而亚洲發生在6月9日，更有蘇俄西北部處於極晝的部分地區的日偏食在6月8日子夜前不久開始，在6月9日凌晨結束。

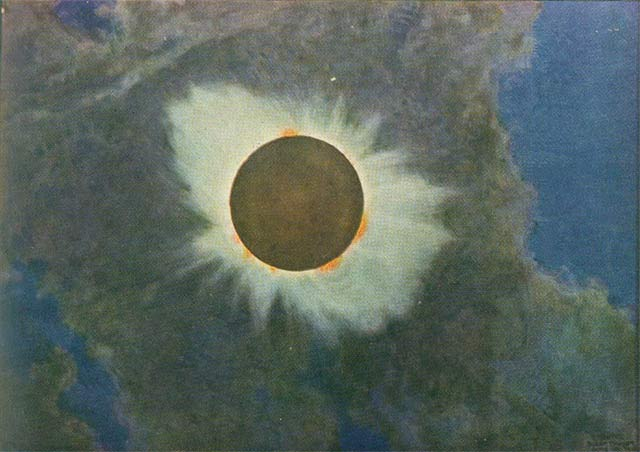
霍華德·拉塞爾·巴特勒繪製的日全食圖片

### 基本參數
- 類型：日全食
- 食甚中心處（位於阿拉斯加領地奇里科夫島東南約590公里的北太平洋）資料：
  - 時間：1918年6月8日22:07:22.8
  - 地點：50°50.9′N 152°1.6′W / 50.8483°N 152.0267°W
  - 食分：1.0292（全食帶內最大）
  - 日全食持續時間：2分22.8秒

## 觀測

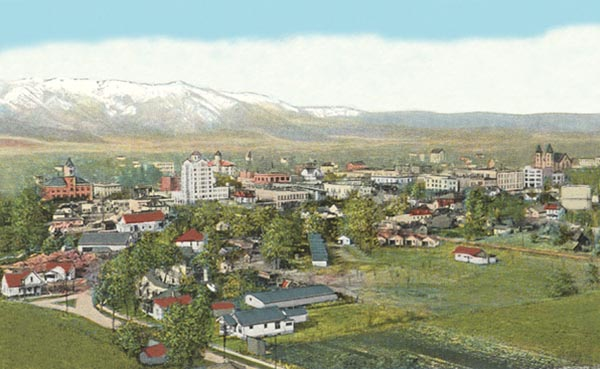
1918年奧勒岡州貝克市的鳥瞰圖

美国国会向美國海軍天文台撥了3500美元的特別津貼，用於組織觀測隊前往奧勒岡州貝克城觀測日全食。觀測隊從1917年就開始準備，而約翰·C·哈蒙德（John C. Hammond）在1918年4月11日率領第一批隊員抵達貝克市。選擇觀測地點時，雲遮率、全食持續時間和太陽高度角是很重要的因素。觀測隊成員包括天文學家塞繆爾·阿爾弗雷德·米切爾和畫家兼物理學家霍華德·拉塞爾·巴特勒。由於當時彩色攝影技術尚不完善，巴特勒需要在看完112.1秒的全食過程後畫出該景象。他後來提及繪畫方法時說，他用學過的順態效應來記錄顏色。全食階段開始時觀測隊看到雲層遮住了太阳，後來儘管散開了，但到最重要的觀測階段時，太阳又被薄雲遮蓋，5分鐘後才能重新看到太阳。在美国各地，葉凱士天文台、利克天文台、威爾遜山天文台的觀測點都受到了雲的影響。

## 相關的日食

### 1916-1920年的日食
月球交替位於相對的月球交點時，以半個交點年（食年），即約177天又4小時間隔出現下列日食。
註：1916年2月3日的日全食、1916年7月30日的日環食、1917年1月23日和1917年7月19日的日偏食屬於上一組交點年系列。
| 升交點   | 升交點                    |          | 降交點                   | 降交點 |
| 沙羅周期 | 地圖                      | 沙羅周期 | 地圖                     |        |
| 111      | 1916年12月24日 偏食（南） | 116      | 1917年6月19日 偏食（北） |        |
| 121      | 1917年12月14日 環食       | 126      | 1918年6月8日 全食        |        |
| 131      | 1918年12月3日 環食        | 136      | 1919年5月29日 全食       |        |
| 141      | 1919年11月22日 環食       | 146      | 1920年5月18日 偏食（南） |        |
| 151      | 1920年11月10日 偏食（北） |          |                          |        |

### 沙羅周期
沙羅週期長度為18年11天。本次日食屬於沙羅週期126，共包含72次日食，依次為1179年3月10日至1305年5月24日的8次日偏食、1323年6月4日至1810年4月4日的28次日環食、1828年4月14日至1864年5月6日的3次全環食（亦稱混合食）、1882年5月17日至2044年8月23日的10次日全食、2062年9月3日至2459年5月3日的23次日偏食，總共歷時1280.14年。其中最長的全食發生於1972年7月10日，共持續了2分36秒。
下表列舉了1901年至2100年間發生的屬於該周期的日食，是第39至49次：
| 39            | 40            | 41            |
| ------------- | ------------- | ------------- |
| 1918年6月8日  | 1936年6月19日 | 1954年6月30日 |
| 42            | 43            | 44            |
| 1972年7月10日 | 1990年7月22日 | 2008年8月1日  |
| 45            | 46            | 47            |
| 2026年8月12日 | 2044年8月23日 | 2062年9月3日  |
| 48            | 49            |               |
| 2080年9月13日 | 2098年9月25日 |               |

## 資料來源
1. ↑  樊忠玉. . 中国天文科普网.   [2016-04-10]. （原始内容存档于2014-09-17）.
2. 1 2  Fred Espenak. . NASA Eclipse Web Site.   [2016-04-10]. （原始内容存档于2020-10-23）.（英文）
3. ↑  Fred Espenak. . NASA Eclipse Web Site.   [2016-04-10]. （原始内容存档于2020-12-05）.（英文）
4. ↑  Xavier M. Jubier. .   [2016-04-10]. （原始内容存档于2019-11-15）.（法文）（英文）
5. ↑  Fred Espenak. . NASA Eclipse Web Site.   [2016-04-10]. （原始内容存档于2017-12-28）.（英文）
6. 1 2  Hammond, J.C. . Popular Astronomy. 1919, 27 (1): 1  [2016-04-13]. Bibcode:1919PA.....27....1H.（英文）
7. 1 2  Lawrence, Jenny; Richard Milner. . Natural History. 2000-02.（英文）
8. ↑  . Nature. 1918-10-03, 102 (2553): 89–90. Bibcode:1918Natur.102...89.. doi:10.1038/102089a0. （英文）
9. ↑  Espenak, Fred. . NASA Eclipse Web Site （英语）.

## 外部連結
- NASA日食專頁（页面存档备份，存于）（英文）
- 可見區域圖和時間統計：由弗雷德·埃斯佩纳克做出的日食預報，NASA/GSFC
  - Google互動地圖呈現的日食範圍
  - 貝塞爾元素
- Google地圖顯示的日全食和日偏食範圍（页面存档备份，存于）（法文）（英文）
- 1900-1937年歷次日全食的日冕（页面存档备份，存于），本次拍攝於美国華盛頓州戈爾登代爾和奧勒岡州貝克市（法文）（英文）

| \| \| 日食 \|                              |                             |                                           |
| 上一次日食： 1917年12月14日日食 （日環食） | 1918年6月8日日食 （日全食） | 下一次日食： 1918年12月3日日食 （日環食） |
| 上一次日全食： 1916年2月3日日食            | 1918年6月8日日食 （日全食） | 下一次日全食： 1919年5月29日日食          |
|                                            | 日食                        |                                           |